# História de Nova Gales do Sul
A história de Nova Gales do Sul refere-se à história dos estados de Nova Gales do Sul e as anteriores sociedades coloniais britânicas e aborígenes australianos da área. 
O lago Mungo, indica a ocupação das partes da área de Nova Gales do Sul por australianos aborígenes por pelo menos 40.000 anos. O navegador inglês James Cook tornou-se o primeiro europeu a mapear a costa em 1770 e uma First Fleet dos condenados britânicos que seguiram para a colônia penal em Sydney em 1788. A colônia estabeleceu uma  Democracia parlamentar autônoma na década de 1840 e tornou-se um estado do Commonwealth da Austrália em 1901 depois de uma votação para federar com as outras colônias britânicas da Austrália. Através do século XX, o estado era um destino importante para uma coleção cada vez mais diversificada de migrantes de muitas nações. No século XXI, o estado é o mais populoso da Austrália, e a sua capital, Sydney, é uma grande capital financeira e sede de eventos culturais e econômicos internacionais.

## História antiga

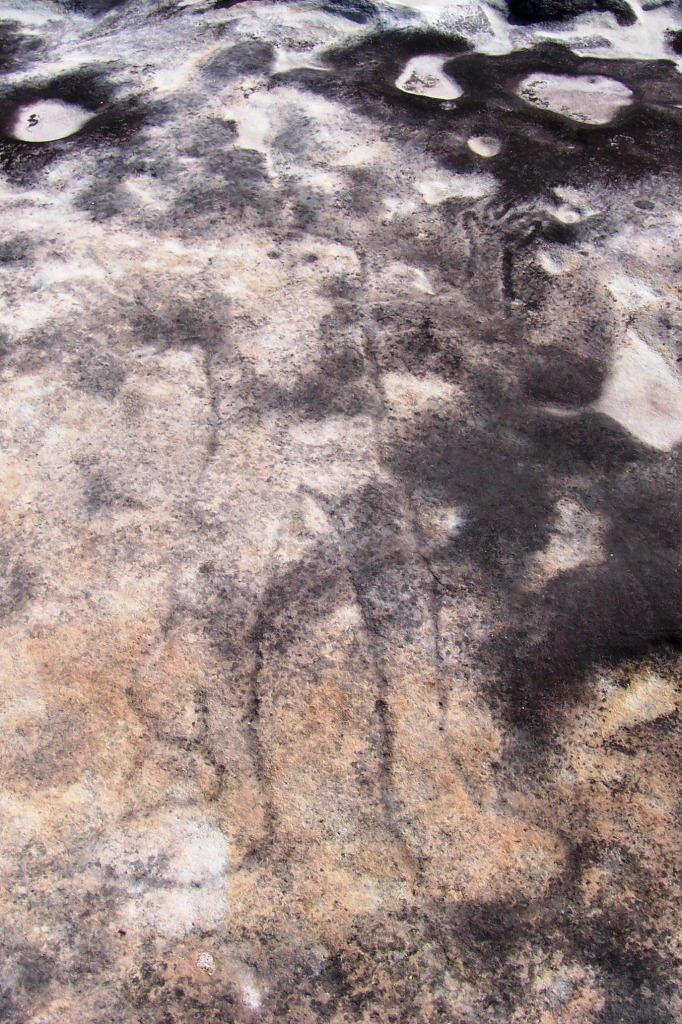
Petroglyph no Parque Nacional de Ku-ring-gai Chase em Sydney

As primeiras pessoas a ocupar a área hoje conhecida como Nova Gales do Sul foram Aborígines australianos. Sua presença na Austrália começou há cerca de 40.000 a 60.000 anos com a chegada do primeiro dos seus ancestrais de barco a partir do que é hoje a Indonésia. Seus descendentes se mudaram para o sul e, embora nunca fossem grandes em número, ocupavam todas as áreas da Austrália, incluindo a futura Nova Gales do Sul.